# Caria Caria
Caria Caria est un village communautaire du Guyana situé dans la région Îles d'Essequibo-Demerara occidental.

## Géographie
Caria caria est situé sur le fleuve Essequibo.

## Démographie
En 2017, le village comporte quelque 300 habitants. À cette époque, la plupart des habitants sont des métis d'origine amérindienne, portugaise, indienne et africaine. En 2018, 254 habitants répartis en 56 foyers sont rapportés.

## Histoire
Les fondations du village datent d'environ 1820, durant l'occupation hollandaise de la Côte sauvage.

## Personnalités
- Donald Ramotar, président de la république coopérative du Guyana, est né dans ce village